# Tan Singh
Tan Singh (* in Barmer, Rajasthan) war ein indischer Politiker. Er gehörte zum Rajputen-Clan der Rathore (Mahecha Rathore Rajput) und war Landbesitzer („Bhuswami“).

## Karriere
Singh war einer der Gründer des Shri Kshatriya Yuvak Sangh, einer radikalen Organisation für junge Rajputen in modernen Zeiten. Er führte die Organisation von 1946 bis 1954 und von 1959 bis 1969 an.
Anfang der 1950er Jahre war er Mitglied des Parlaments im Bundesstaat Rajasthan und fungierte dort 1956/57 für vier Monate als Oppositionsführer. Er war Abgeordneter im indischen Unterhaus (Lok Sabha) für den Wahlkreis Barmer (Rajasthan) (1962 bis 1967 für die Partei Ram Rajya Parishad und 1977 bis 1980 für die Janata Party).